# Lespedeza chinensis
Lespedeza chinensis är en ärtväxtart som beskrevs av George Don jr. Lespedeza chinensis ingår i släktet Lespedeza och familjen ärtväxter. Inga underarter finns listade i Catalogue of Life.